# Marsilea crenata
Marsilea crenata là một loài dương xỉ trong họ Marsileaceae. Loài này được C. Presl mô tả khoa học đầu tiên năm 1825.

## Hình ảnh

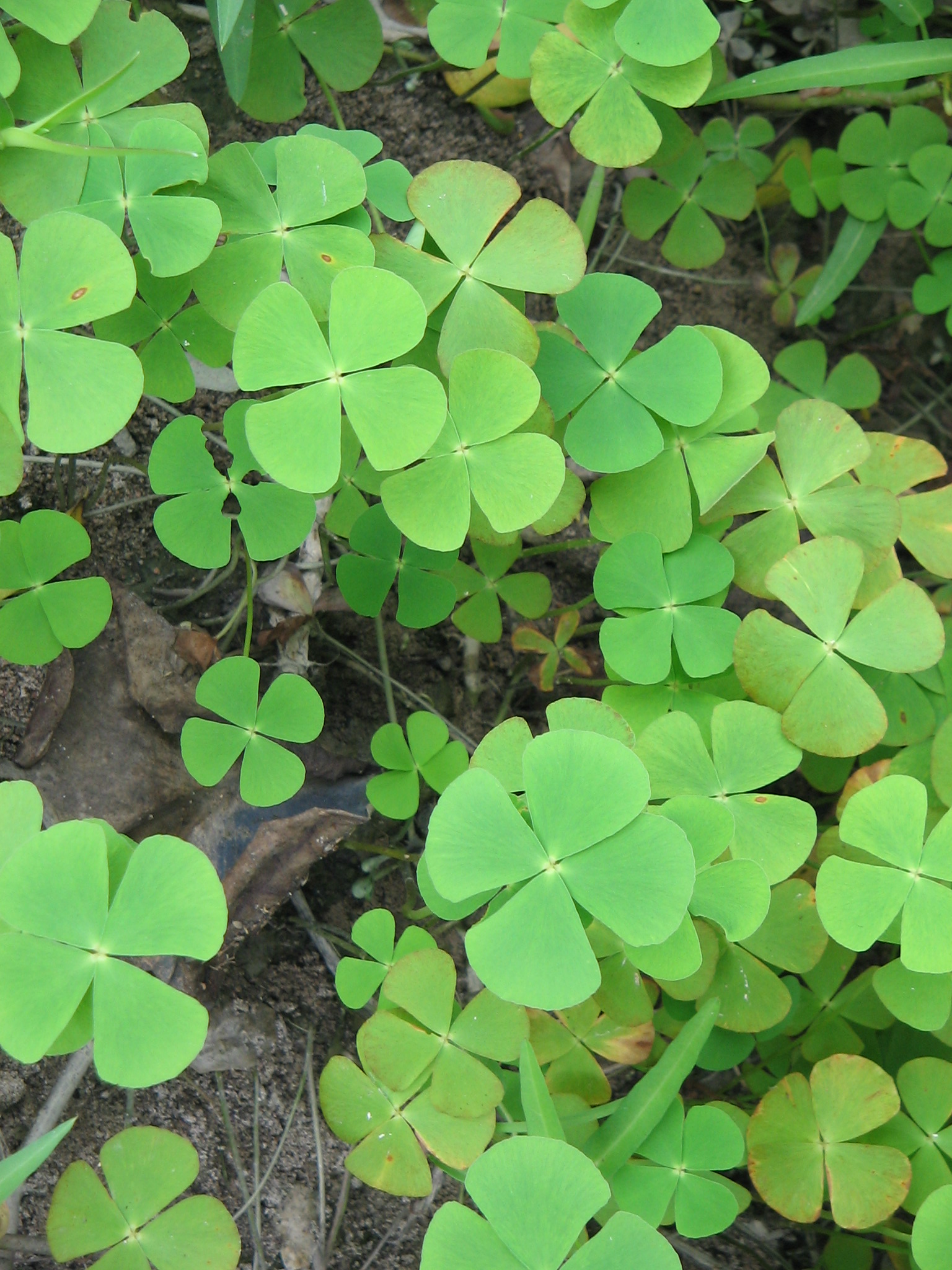